# Xavier Paoli
Pour les articles homonymes, voir Paoli.
Xavier Paoli né François Xavier Paoli le 14 septembre 1833 à La Porta en Corse et mort le 6 juillet 1923 à Courbevoie est un fonctionnaire du ministère de l'Intérieur et un mémorialiste français.

## Un policier très politique
François Xavier Paoli nait le 14 septembre 1833 à La Porta d'Ampugnani en Corse , son père est négociant en huile d'olive. Ce descendant du général Pascal Paoli est apparenté par sa mère au maréchal Horace Sébastiani, originaire du même village. Grâce au docteur Henri Conneau, un fervent bonapartiste, il entre en 1866 dans la police spéciale des chemins de fer. Plus tard, sous la Troisième République, Paoli occultera ces protections.
Son rôle ne se résume pas à la lutte et au renseignement contre les ennemis du Second Empire des légitimistes aux républicains. Il est aussi et surtout chargé de missions liées aux questions italiennes. Parfaitement bilingue Paoli est ainsi en poste de 1869 à 1886 dans divers points de la frontière avec l'Italie notamment dans les gares de Modane et Menton.Il réussit dans ses fonctions et son traitement va passer annuellement de 1 800  à   6 000 francs. Ce rôle d'agent de surveillance internationale lui permet de ne pas souffrir dans sa carrière de l'effondrement du régime impérial et en 1886 il occupe le poste prestigieux de commissaire spécial de la gare de Lyon à Paris avec une rémunération de 10 000 francs par an.

## La protection des souverains
À compter de sa nomination à Paris il exerce officiellement la fonction de commissaire délégué auprès des souverains en visite en France afin d'assurer leur sécurité. Il conserve ce poste délicat jusqu'à sa retraite de fonctionnaire à la mi-février 1909, à l'âge avancé de 75 ans,.
Durant cette période il est chargé de la protection directe des souverains étrangers lors des voyages officiels et aussi lors des visites plus officieuses.En cette période de bougeotte dynastique mais aussi d'attentats anarchistes la tâche est difficile, Paoli y réussit parfaitement.
L'homme est petit, toujours élégamment vêtu et se fond dans l'entourage diplomatique ou amical de la haute personnalité en voyage officiel mais aussi en visite privée. À une époque où Paris et la Côte d'Azur sont la villégiature de l'Europe couronnée sa présence démontre que la toute jeune République française sait recevoir les monarques comme la reine Victoria, Édouard VII, le roi d'Italie ou Alphonse XIII d'Espagne, Léopold II,l'impératrice Sissi etc. Ceux-ci apprécient et distinguent le policier discret et efficace qui les protège. Aussi Xavier Paoli passe pour l'homme le plus décoré de France avec quarante-deux décorations étrangères.
Comble de gloire lors du jubilé de Victoria il est l'invité personnel de la reine et est logé au palais de Buckingham . À son décès, la famille royale sollicite sa présence et le traite comme un ami fidèle et dévoué.

## Entourage
Xavier Paoli fut à titre privé proche de personnalités politiques comme Gustave Cuneo d'Ornano mais il eut des liens étroits avec Angelo Mariani, l'inventeur du vin à la coca. Le commissaire sut aplanir les difficultés administratives que rencontrait le riche homme d'affaires et lui procurer d'illustres parrainages pour son Album Mariani. Il est vrai que les deux corses étaient parents.
Xavier Paoli meurt le 6 juillet 1923 après avoir perdu son petit-fils, Paul Vintini tué à l'ennemi le 5 mai 1917, et son fils Jacques, secrétaire général de la préfecture de Police, mort le 4 mai 1920.

## Mémoires
Xavier Paoli, un peu moins d'un an après son départ en retraite, livre ses mémoires dans le périodique La Quinzaine illustrée sous forme d'une série qui commence le 25 décembre 1909 et se termine le 2 avril 1911. Ainsi, dans ce cadre, vingt-trois articles dévoilent une partie de l'intimité des souverains étrangers. De même en janvier 1910 une série commence dans le périodique américain McClure's Magazine.
Ces mémoires, sous forme d'un ouvrage unique, sont publiés en Angleterre fin novembre 1911 par Hodder & Stoughton sous le titre My Royal Clients et avec une préface du journaliste René Lara aux États-Unis par Sturgis & Walton Compagny sous le titre Their Majesties as I knew them. En France, toujours préfacé par René Lara qui participe à la mise en forme, parait fin janvier 1912, chez Ollendorff Leurs Majestés. Ces mémoires dévoilent anecdotes et petits secrets de la finissante Europe monarchique sans jamais aborder de questions politiques. Certains souverains sont en fonction lors de la parution du texte. Le portrait des personnages est toujours aimable même si quelques habitudes s'avèrent piquantes. Cet ouvrage connut une trentaine d'éditions et reste encore réimprimé en 2012
,,.
L'ouvrage spécial que Paoli prépara sur la reine Victoria ne parut jamais malgré les popularités du sujet et de l'auteur.

## Décorations
- Officier de la Légion d'honneur (1893)[24]

### Mémoires

#### Périodiques
- (en) Xavier Paoli (préf. René Lara), « Recollections of the kings and the queens of Europe : Memories of Elizabeth of Austria » [« Souvenirs à propos des rois et reines d'Europe : Mémoires d’Élisabeth d'Autriche »], McClure's Magazine, New York, NY, McClure, vol. XXXIV, no 3,‎ janvier 1910, p. 251-265 (lire en ligne, consulté le 8 juin 2020).
- (en) Xavier Paoli (trad. Alexander Teixeira de Mattos), « Recollections of the kings and the queens of Europe : Alphonso XIII » [« Souvenirs à propos des rois et reines d'Europe : Alphonse XIII »], McClure's Magazine, New York, NY, McClure, vol. XXXIV, no 4,‎ février 1910, p. 356-372 (lire en ligne, consulté le 8 juin 2020).
- (en) Xavier Paoli (trad. Alexander Teixeira de Mattos), « Recollections of the kings and the queens of Europe : Recollections of the Shah of Persia » [« Souvenirs à propos des rois et reines d'Europe : Souvenirs à propos du Shah de Perse »], McClure's Magazine, New York, NY, McClure, vol. XXXIV, no 5,‎ mars 1910, p. 525-538 (lire en ligne, consulté le 8 juin 2020).
- (en) Xavier Paoli (trad. Alexander Teixeira de Mattos), « Policing the Czar » [« Surveillance du Tsar »], McClure's Magazine, New York, NY, McClure, vol. XXXV, no 1,‎ mai 1910, p. 2-17 (lire en ligne, consulté le 8 juin 2020).
- (en) Xavier Paoli (trad. Alexander Teixeira de Mattos), « The King and Queen of Italy » [« Le roi et la reine d'Italie »], McClure's Magazine, New York, NY, McClure, vol. XXXV, no 2,‎ juin 1910, p. 176-188 (lire en ligne, consulté le 8 juin 2020).
- (en) Xavier Paoli (trad. Alexander Teixeira de Mattos), « King Edward VII » [« Édouard VII »], McClure's Magazine, New York, NY, McClure, vol. XXXV, no 6,‎ octobre 1910, p. 641-654 (lire en ligne, consulté le 8 juin 2020).
- Xavier Paoli, « Souvenirs inédits sur la reine Victoria », Le Figaro - Supplément littéraire, Paris, Le Figaro, nouvelle « 7e année », no 20,‎ 20 mai 1911, p. 1 col. 1-5 (lire en ligne, consulté le 9 juin 2020).
- Xavier Paoli, « Feuilleton du Supplément littéraire du Figaro : Leurs Majestés… Le Tsar et la Tsarine à Compiègne », Le Figaro - Supplément littéraire, Paris, Le Figaro, nouvelle « 8e année », no 5,‎ 3 février 1912, p. 2-3 (lire en ligne, consulté le 9 juin 2020).
- Xavier Paoli, « La reine Victoria à Nice », Le Figaro - Supplément littéraire, Paris, Le Figaro, nouvelle « 8e année », no 14,‎ 6 avril 1912, p. 1 col. 1-5 (lire en ligne, consulté le 9 juin 2020).
- Xavier Paoli, « Quelques souvenirs sur le roi de Grèce : Ses villégiatures à Aix », Le Figaro - Supplément littéraire, Paris, Le Figaro, nouvelle « 9e année », no 12,‎ 22 mars 1913, p. 2 col. 3-5 (lire en ligne, consulté le 9 juin 2020).

#### Ouvrages
- (en) Xavier Paoli (trad. du français par Alexander Teixeira de Mattos), My Royal Clients [« Mes Protégés royaux »], London, New York Toronto, Hodder & Stoughton, 1911 (1re éd. 1911), X-365 p., 22 cm (lire en ligne).
- (en) Xavier Paoli (trad. du français par Alexander Teixeira de Mattos, préf. René Lara), Their Majesties as I knew them : personal reminiscences of the kings and queens of Europe [« Leurs Majestés telles que je les connais : souvenirs personnels à propos des rois et des reines d’Europe »], New York, Sturgis & Walton Compagny, 1911, XVII-348 p., 22 cm (lire en ligne).
- Xavier Paoli (préf. René Lara), Leurs Majestés, Paris, Paul Ollendorff, 1912, 5e éd. (1re éd. 1912), XVII-350 p., in-16 (lire en ligne).

### Autres
: document utilisé comme source pour la rédaction de cet article.
- Angelo Mariani (préf. Jules Claretie, grav. A. Brauer, D. Quesnel, H. Sorensen et A. Prunaire), Figures contemporaines, tirées de l'album Mariani : Soixante-dix-huit biographies, notices, autographes et portraits, vol. 4, Paris, Henri Floury, 1889, 242 vues, 14 vol. ; 28 cm (lire en ligne), « Xavier Paoli », vues 193-195.
- Marcel France, « Notes d’actualité : Le protecteur des souverains », Le Passe-temps et le parterre réunis : littérature, beaux-arts, musique, biographies, nouvelles, Lyon, s.n. « 37e année », no 11,‎ 14 mars 1909, p. 4 col. 1 – 5 col. 1 (ISSN 2133-6245, e-ISSN 2461-9574, lire en ligne, consulté le 12 mai 2020). .